# Фрідріх Ляйбніц
Фрідріх Ляйбніц (нім. Friedrich Leibnütz; 24 листопада 1597, Альтенберг — 5 вересня 1652, Лейпциг) — німецький юрист, професор філософії моралі (етики) Лейпцизького університету, викладач філософії, асесор філософського факультету Лейпцизького університету, батько видатного німецького вченого і філософа Готфріда Вільгельма Лейбніца (1646—1716).. 

## Біографія
Фрідріх Лейбнюц народився, ймовірно, в місті Альтенберг (Рудні гори) в 1597 році.
Ляйбніц виховувався в Мейсені і будував кар'єру в Лейпцигу. Протягом дванадцяти років він викладав філософію або, як тоді висловлювалися, світову мудрість, займаючи посаду асесора на філософському факультеті Лейпцизького університету. Він був також «публічним професором філософії моралі» (професором етики). Ляйбніц був християнином лютеранського віросповідання
У 1644 році Фрідріх Ляйбніц одружився з Катериною Шмукк, дочкою шанованого Лейпцизького юриста, відомого адвоката (або професора права) Вільгельма Шмукка. Це був його третій шлюб.
У 1646 році народився його син Готфрід Вільгельм, який в 1671 році змінив написання свого прізвища на «Ляйбніц». Він став відомий як один з найбільш всеосяжних геніїв за всю історію людства.
Фрідріх Ляйбніц помер у Лейпцигу 5 вересня 1652 року, залишивши після себе велику особисту бібліотеку. Він помер, коли його синові Готфріду Вільгельму не було й семи років. У 1661 році, у чотирнадцятирічному віці (за іншими даними — у 15-річному), Готфрід Вільгельм сам вступив до того ж Лейпцизького університету, де працював його батько.